# 야나기다 노부아키
야나기다 노부아키(일본어: 柳田 伸明, 1970년 12월 9일 ~ )는 일본의 전 축구 선수, 감독이다.

## 구단 경력
1993 후지쯔에 입단하였다. 1997년부터 1998년까지 미토 홀리호크에서 뛰었다.

## 지도자 경력
은퇴 후에는 미토 홀리호크의 코치를 거쳐, 2000년 오이타 트리니타의 감독으로 취임하였다. 2015년 6월 성적 부진으로 물러난 다사카 가즈아키 감독을 대신해, 오이타 트리니타의 감독으로 취임하였다.